# Wellington Classic 1991
Il Wellington Classic 1991 è stato un torneo di tennis giocato sul cemento. È stata la 4ª edizione del Torneo di Wellington, che fa parte della categoria World Series nell'ambito dell'ATP Tour 1991 e della categoria Tier V nell'ambito del WTA Tour 1991. Si è giocato a Wellington in Nuova Zelanda dal 31 dicembre 1990 al 6 gennaio 1991.

## Campioni

### Singolare maschile
Richard Fromberg ha battuto in finale  Lars Jonsson con il punteggio di 6–1, 6–4, 6–4

### Singolare femminile
Leila Meskhi ha battuto in finale  Andrea Strnadová con il punteggio di 3–6, 7–6(3), 6–2

### Doppio maschile
Luiz Mattar /  Nicolás Pereira hanno battuto in finale  John Letts /  Jaime Oncins con il punteggio di 4–6, 7–6, 6–2

### Doppio femminile
Jo-Anne Faull /  Julie Richardson hanno battuto in finale  Belinda Borneo /  Clare Wood con il punteggio di 2–6, 7–5, 7–6